# Cabo de Gué
O Cabo de Gué ou Cabo de Guer (em castelhano: Cabo de Aguer; em francês: Cap Ghir ou Cap Rhir) é um cabo da costa atlântica de Marrocos, situado cerca de 40 km a norte de Agadir, a poucos quilómetros a sudoeste de Tamri. O seu nome por vezes confunde-se com o nome dado pelos portugueses à sua antiga possessão de Santa Cruz do Cabo de Gué, atualmente Agadir.
O cabo o local onde a cordilheira do Alto Atlas toca o Atlântico e integra a Reserva da Biosfera Arganeraie e o Parque Nacional de Tamri.[carece de fontes?] No cabo está instalado um farol que funciona desde 1932. Em 2007, o Office National d'Électricité (ONE), a empresa estatal marroquina de produção elétrica, tinha planos para a construção de uma grande central termoelétrica na área, um projeto que encontrou oposição por parte dos que defendem a instalação de centrais eólicas.